# 149113 Stewartbushman
149113 Stewartbushman è un asteroide della fascia principale. Scoperto nel 2002, presenta un'orbita caratterizzata da un semiasse maggiore pari a 3,0170671 au e da un'eccentricità di 0,1004257, inclinata di 2,33046° rispetto all'eclittica.